# Faurilles
Faurilles település Franciaországban, Dordogne megyében. Lakosainak száma 36 fő (2022. január 1.). Faurilles Saint-Léon-d’Issigeac, Boisse, Beaumontois-en-Périgord, Sainte-Radegonde és Sainte-Sabine-Born községekkel határos.

## Népesség
A település népességének változása:
| Lakosok száma | 77   | 60   | 62   | 52   | 40   | 35   | 36   | 36   | 36   | 36   |
|               | 1968 | 1982 | 1990 | 2006 | 2013 | 2015 | 2017 | 2019 | 2020 | 2022 |